# Sven Wendorf
Sven Wendorf (* 14. Februar 1972 in Lübeck) ist ein deutscher Politiker (AfD). Er ist seit 2018 als Kommunalpolitiker im Kreis Segeberg tätig und wurde 2025 für die AfD Schleswig-Holstein in den Deutschen Bundestag gewählt.

## Leben
Wendorf wurde 1972 in Lübeck geboren. Nach seiner Ausbildung zum Verwaltungsfachangestellten in der Kommunalverwaltung verpflichtete er sich für vier Jahre als Zeitsoldat bei der Bundeswehr. Er lebt laut eigener Aussage seit etwa 20 Jahren in Norderstedt.

## Politik
Sven Wendorf ist seit 2017 Mitglied der AfD. Seit 2018 sitzt er für die AfD im Segeberger Kreistag und ist unter anderem Mitglied im Ausschuss für Bildung, Kultur und Sport. Ebenfalls seit 2018 ist er auch Teil der Stadtvertretung Norderstedt und seit 2022 Vorsitzender der dortigen AfD-Fraktion. Bei der Bundestagswahl 2021 trat Wendorf als Direktkandidat im Wahlkreis Segeberg – Stormarn-Mitte an und wurde vom Landesverband der AfD Schleswig-Holstein auf Platz 8 der Landesliste nominiert. Bei der Wahl erhielt er in seinem Wahlkreis 7,1 Prozent der Erststimmen und verpasste den Einzug in den Bundestag. Bei der Bundestagswahl 2025 trat er erneut im selben Wahlkreis als Direktkandidat an und kandidierte auf Platz 5 der Landesliste der AfD Schleswig-Holstein. In seinem Wahlkreis wurde er mit 17,2 Prozent der Erststimmen nur Dritter, konnte aber dieses Mal über die Landesliste seiner Partei in den Bundestag einziehen.